# Erebus seistosticha
Erebus seistosticha är en fjärilsart som beskrevs av Louis Beethoven Prout 1926. Erebus seistosticha ingår i släktet Erebus och familjen nattflyn. Inga underarter finns listade i Catalogue of Life.